# تويستد ميتال 2
تويستد ميتال 2 (بالإنجليزية:Twisted Metal 2) ، تسمى في الغلاف الرسمي في أوروبا (Twisted Metal 2: World Tour) ، وتسمى في اليابان (Twisted Metal EX) ، هي لعبة إلكترونية أمريكية من تطوير شركة سيغنال تريك (SingleTrac) سنة 1996م ، وتعد الجزء الثاني من السلسلة الشهيرة لـتويستد ميتال .
قامت شركة بلاي ستيشن بإعادة إصدار اللعبة من جديد ، وذلك عبر تحميل اللعبة عبر شبكتها الرسمية بلاي ستيشن ستور عام 2007م .

## وصلات خارجية
- تويستد ميتال 2 على موقع IMDb (الإنجليزية)

- Twisted Metal 2 at موبي جيمز
- TM2 and TM2 PC version at غيم سبوت